# Bhadrachalam (ciutat)
Bhadrachalam és una vila de l'Índia (census town) al districte de Khammam a Andhra Pradesh situada a 17° 40′ N, 80° 53′ E / 17.67°N,80.88°E amb una població (2011) de 50.087 habitants. Està a la vora del riu Godavari. Temple de Ramachandra del segle xvi. A 30 km hi ha el santuari de Parnesala.
Va donar nom a un antic zamindari i després taluka propietat del govern britànic. Vegeu Bhadrachalam